# محلج القطن

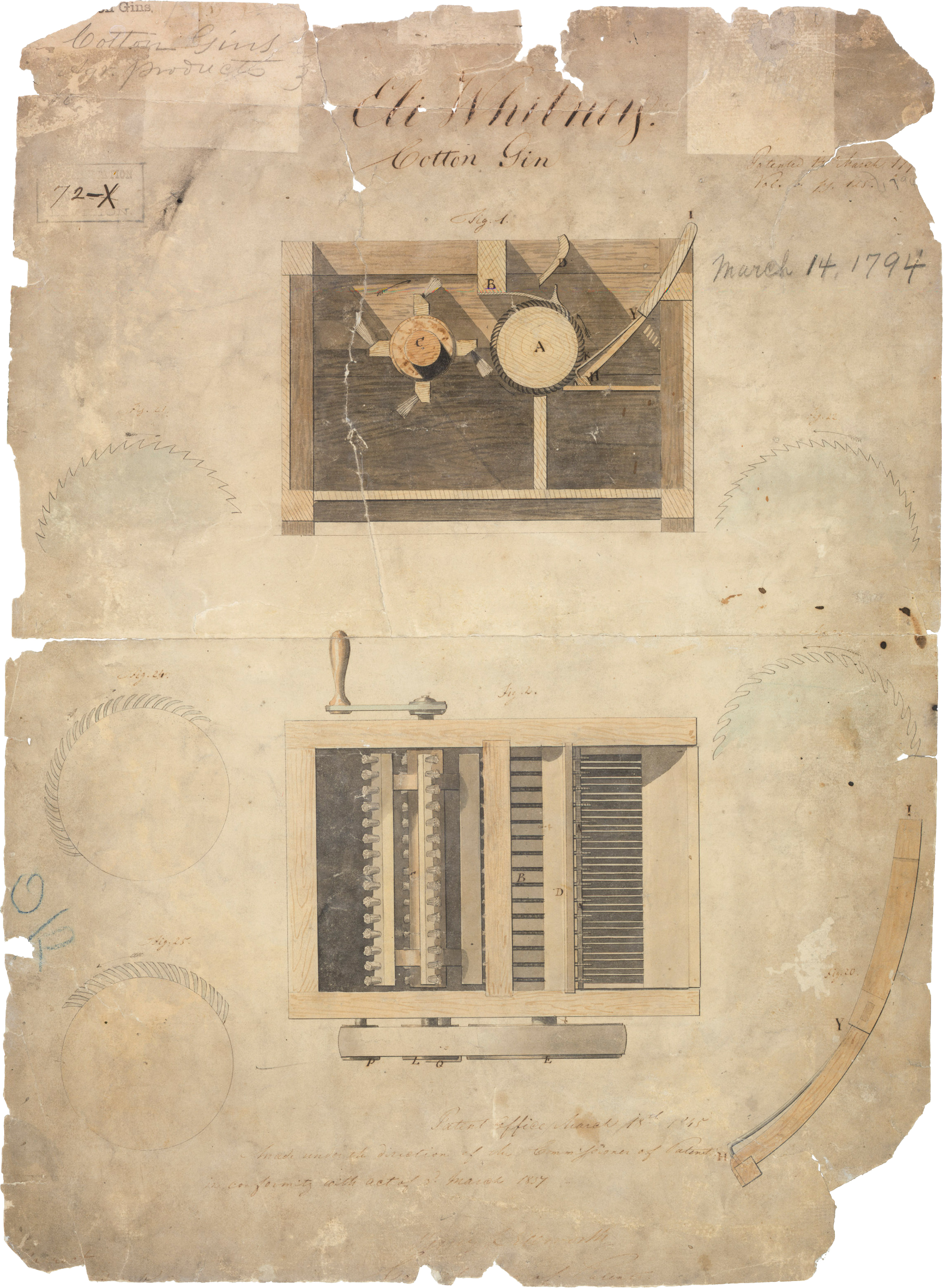
يرجع تاريخ براءة اختراع محلج قطن إيلي ويتني إلى 14 مارس 1794.

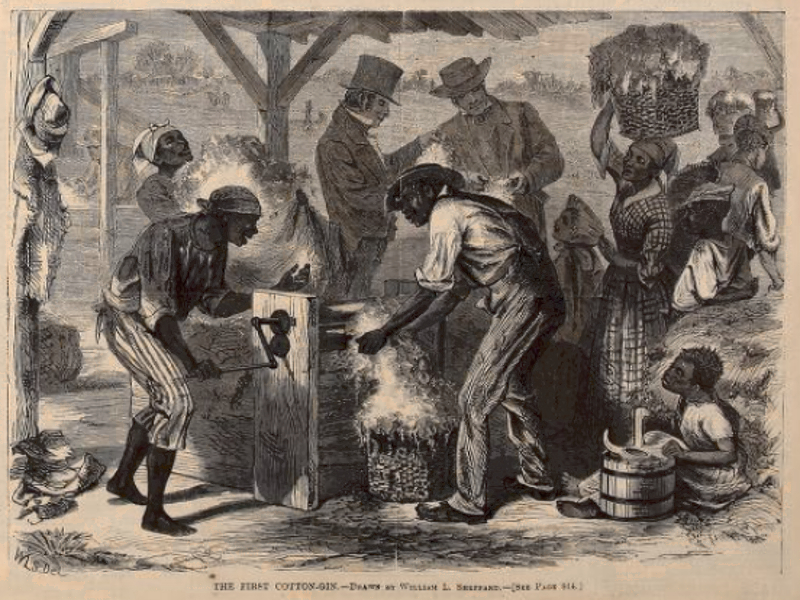
"أول محلج قطن"، مثلما كتب على صفحات مجلة هاربر، عام 1869. يُمثل هذا محلج القطن الذي سبق اختراع إيلي ويتني.

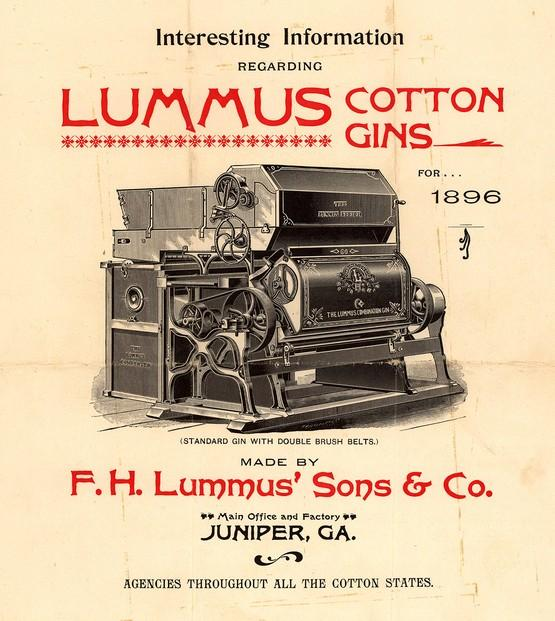
إعلان عام 1896 لمحلج القطن لوموس.

إن محلج القطن أو مِحلاج القطن (بالإنجليزية: cotton gin وهي اختصار لمصطلح المحلاج (بالإنجليزية: cotton engine)‏ هو ماكينة تفصل ألياف القطن عن بذوره بسرعة وسهولة، فدون هذه الماكينة تكون هذه الوظيفة صعبة للغاية باستخدام الأيدي. تتم معالجة الألياف لإنتاج الملابس أو أي سلع قطنية أخرى، ويمكن استخدام البذور غير التالفة لزراعة المزيد من القطن أو لإنتاج زيت بذرة القطن والطحين.
على الرغم من استخدام محالج القطن البسيطة المتنقلة من عام 500 ميلادية على الأقل، إلا أن أول ماكينة لحلج القطن بواسطة المخترع الأمريكي إيلي ويتني كانت عام 1793، وحصل على براءة اختراع عام 1794. وكانت هذه الماكينة تستخدم مصفاة سلكية وخطافات أسلاك صغيرة لسحب القطن من خلالها، بينما تزيل الفُرش ألياف القطن المتبقية باستمرار لمنع الأعطال. أحدث محلج ويتني للقطن ثورة في صناعة القطن في الولايات المتحدة الأمريكية، ولكن أدت أيضًا إلى زيادة العبودية في جنوب الولايات المتحدة، وعُرفت على أنها عامل مساعد في اندلاع الحرب الأهلية الأمريكية. تُوفر محالج القطن الآلية الحديثة إنتاجية أعلى بكثير من أسلافها اليدوية.

## معلومات تاريخية

### المشكلة
تُنتج ألياف القطن في ثمرة القطن («لوزة القطن») الخاصة بـ نبات القطن؛ ونتيجة لذلك، تلتحم الألياف مع البذور («نسيلة») في لوزة القطن. ولاستخدام الألياف يجب فصل النسائل عن البذور الملتحمة بها. تاريخيًا، أُجريت هذه العملية يدويًا: وكان إنتاج القطن يتطلب مئات الساعات من الرجال لفصل البذور من كمية النسائل المفيدة. وقد اختُرعت بعض الأجهزة البسيطة لفصل البذور على مر السنين، ولكن معظم هذه الأجهزة يتطلب اهتمامًا كبيرًا من المشغل إضافة إلى العمل على نطاق ضيق.

### محالج القطن القديمة
كانت أشكال محالج القطن الأولى تتكون من بكرة حديدية أو خشبية واحدة وقطعة مسطحة من الحجر أو الخشب. وقد تم العثور على الدليل على هذه المحالج في إفريقيا وآسيا وأمريكا الشمالية. وعُثر على أول توثيق لمحلج قطن بواسطة علماء معاصرين في القرن الخامس الميلادي، في شكل لوحات بوذية تصف محلج القطن صاحب البكرة الواحدة في كهوف أجانتافي غرب الهند. وكانت المحالج القديمة هذه صعبة الاستخدام وتتطلب مهارات عالية. وكان لا بد من وجود بكرة ضيقة لفصل البذور من نسائل القطن دون سحق البذور. وأيضًا كان التصميم يشبه الأداة الحجرية، التي كانت تستخدم في طحن الحبوب. تاريخ المحالج الأولية يعتريه الكثير من الغموض، لأن من المرجح أن يكون علماء الآثار أخطأوا في التفريق بين أجزاء محلج القطن وغيره من الأدوات.
وظهرت محالج القطن ذات البكرتين بين القرنين الثاني عشر والرابع عشر في الهند والصين. وبحلول القرن السادس عشر كان الإصدار الهندي لمحلج القطن ذات البكرتين منتشرًا في تجارة القطن في البحر الأبيض المتوسط. وكان هذا الجهاز الميكانيكي، في بعض المناطق، يعمل بالطاقة المائية.

### براءة اختراع إيلي ويتني
اختُرع محلج القطن الحديث في الولايات المتحدة الأمريكية عام 1793 بواسطة إيلي ويتني (من 1765 إلى 1825). تقدم ويتني بطلب الحصول على براءة اختراع في 28 أكتوبر 1793؛ ومُنح براءة الاختراع في 14 مارس 1794، ولكن لم يُصدق عليها حتى 1807. وهناك جدل طفيف حول ما إذا كانت فكرة محلج القطن الحديث والعناصر المكونة له نُسبت لإيلي ويتني بصورة صحيحة أم لا. نُسبت الصورة الشائعة لويتني وهو يخترع محلج القطن لمقال كتب في موضوع في أوائل سبعينيات القرن التاسع عشر وطبعت ثانية في 1910 في مكتبة الأدب الجنوبي. وفي هذا المقال، زعم المؤلف كاثرين ليتلفيلد جرين (Catherine Littlefield Greene) أنه اقترح على ويتني استخدام فرشاة كعنصر مكون لفصل البذور عن النسائل. وحتى الآن، لم يتم التحقق من دور جرين في اختراع المحلج بصورة مستقلة.
حاول العديد من المخترعين المعاصرين تطوير التصميم الذي يعالج القطن قصير التيلة، وقد حصل كل من هودجن هولمز (Hodgen Holmes) وروبرت واتكينز (Robert Watkins) ووليام ونجستريت (William Longstreet) وجون موراي (John Murray) على براءات اختراع في التحسينات التي أُضيفت على محلج القطن عام 1796. ومع ذلك يشير الدليل إلى أن ويتني هو الذي اخترع محلج القطن وكان سبب شهرته. وعلى الرغم من أنه قضى عدة سنوات في المحكمة في محاولة لتطبيق اختراعه أمام أصحاب مكينات حلج بإصدارات غير مرخصة، إلا أن التغيير في قانون براءة الاختراع تسبب بدرجة رئيسية في أن يكون ادعاؤه قانونيًا وقابل للتطبيق؛ مما أضاع عليه الفرصة في تحصيل الأموال من الجهاز في سنة واحدة متبقية قبل انتهاء مدة براءة الاختراع.

#### تصميم ويتني
لقد كان نموذج محلج ويتني للقطن قادرًا على تنظيف 50 باوند (23 كغم) من النسائل في اليوم الواحد. كما كان نموذج ويتني يتكون من أسطوانة خشبية محاطة بصفوف من المسامير الطويلة الرفيعة المدببة، تسحب هذه المسامير النسائل من خلال قضبان شبكة تشبه المشط. كانت فراغات الشبكة قريبة من بعضها البعض، لمنع البذور من المرور من خلالها. وكان يتم تمشيط القطن المتبقي، وحماية الآلية من التوقف.

### آثار محلج القطن في الولايات المتحدة الأمريكية
قبل بدء العمل بمحالج القطن الميكانيكية، كان القطن يتطلب عمالة كبيرة لتنظيف الألياف من البذور وفصلها عنها. وفيما يتعلق بمحلج ويتني للأقطان فهو مزود بـ «أسنان» لتصفية القطن وفصله عن البذور، وأصبح القطن تجارة مربحة بدرجة هائلة، كونت ثروات عديدة في الجنوب في عصر ما قبل الحرب. شحنت نيو أورلينز، لويزيانا وغالفيستون، تكساس النقاط المشتقة أصلاً من الفائدة الاقتصادية للقطن التي ارتفعت في الجنوب. إضافة إلى ذلك، شكل دعم التوسيع الكبير لزراعة القطن طلبًا قويًا على ماكينات الغزل والنسيج وتحسين تصميمات الآلة التي تحل محل القطعة الخشبية المزودة بمعدن. وهذا قد أدى إلى اختراع العديد من آلات التشغيل في أوائل القرن التاسع عشر.
وقد ساعد اختراع محلج القطن في النمو الهائل لإنتاج القطن في الولايات المتحدة الأمريكية، ويتركز معظم الإنتاج في الجنوب. توسع إنتاج القطن من 750000 بالة في 1830 إلى 2.85 مليون بالة في 1850. ونتيجة لذلك أصبح الجنوب أكثر اعتمادًا على المزارع والعبودية، ومع زراعة المزارع أصبح القطاع الأكبر للاقتصاد الجنوبي. وازداد عدد الرق بالتوافق مع زيادة إنتاج القطن، وازداد الإنتاج من حوالي 700000 في 1790 إلى حوالي 3.2 مليون في 1850. وبحلول عام 1860، كانت ولايات الجنوب تزود ثلثي العالم بالقطن، ووصلت إلى 80% للسوق البريطانية الحاسمة.
طبقًا لموقع متحف إيلي ويتني:
لم يتوقع وينتى (المتوفى عام 1825) أن اختراعه سيغير المجتمع إلى الأسوأ. وأهم مظاهر السوء هي زيادة الرق. في حين أنه من المؤكد أن محلج القطن قلل عمالة إزالة البذور، ولكنه لم يقلل الحاجة إلى الرق من أجل زراعة القطن وقطفه. في الواقع، حدث العكس. أصبحت زراعة القطن مربحة جدًا للمزارعين مما تطلب زيادة كبيرة على كل من الأرض والعمالة من الرق. في عام 1790 كان عدد دول الرق ست؛ بينما في عام 1860 وصلوا إلى 15 دولة. ومن 1790 حتى أن حظر الكونجرس استيراد الرق من أفريقيا عام 1808، استورد أهل الجنوب 80000 أفريقي. وبحلول عام 1860 تقريبًا مثّل الرق ثلث أهل الجنوب.
بسبب الأثر غير المقصود على الرق في أمريكا، غالبًا ما ينظر إلى اختراع محلج القطن على أنه واحد من الأسباب الرئيسية للحرب الأهلية الأمريكية.

## محالج القطن الحديثة
في العملية الحديثة لإنتاج القطن، يصل القطن إلى المحلج إما في مقطورات أوفي شكل قطن مضغوط "وحدات"، والتي تزن ما يصل إلى 10طن متري. سيتم تقليل الحاجة إلى المقطورات في نقل المنتج إلى المحلج منذ إدخال الوحدة. يصل القطن في مقطورات تُستوعب في المحلج عبر أنابيب، تقريبًا 16 بوصة (400 مـم) في القطر، والتي تتأرجح عبر القطن. وعادة ما يكون تشغيل هذه الأنبوبة يدويًا، وتُستخدم بدرجة متزايدة في محالج القطن الحديثة. وإذا تم شحن القطن في وحدات، فإن وحدة التغذية ستكسر الوحدات التي تستخدم البكرات المزودة بالمسامير وستزيل المواد الغريبة من القطن. وسيتم استيعاب القطن المتبقي في وحدة التغذية بعد ذلك في نقطة البداية ذاتها على أنه مقطورة قطن.
ثم بعد ذلك يدخل القطن في المجفف، الذي يزيل الرطوبة الزائدة. ويستخدم منظف الأسطوانة ست أو سبع مرات التناوب، وتستخدم الأسطوانة المزودة بالمسامير المدببة لتفكيك كتل القطن الكبيرة. وتمر المواد الناعمة الغريبة، مثل التربة والأوراق، من خلال قضبان أو حواجز من أجل الإزالة. وتستخدم ماكينة العصا قوة الطرد المركزي لإزالة المادة الغريبة الأكبر، مثل العصي والحواف الخشبية، بينما يدخل القطن عن طريق الدوران السريع في أسطوانة المحلج.
وظل المحلج يستخدم الأسنان الدوارة لسحب القطن من خلال سلسلة من "ضلوع إزالة البذور"، التي تسحب الألياف من البذور والتي تعد كبيرة جدًا للمرور من خلال الأضلاع. ثم بعد ذلك تُزال البذور النظيفة من المحلج عبر جهاز البريمة. وتُستخدم البذور ثانية أو تُرسل إلى معصرة الزيت لتُعالج وتنتج زيت بذرة القطن وطحين بذور القطن. وتستخدم منظفات النسائل المحلج وقضبان الشبكة ثانية، وهذا وقت فصل البذور غير الناضجة وأي مواد متبقية غريبة عن الألياف. ثم بعد ذلك تضغط الآلة القطن في شكل بالات من أجل التخزين والشحن. يمكن للمحالج الحديثة معالجة ما يصل إلى 15 tonnes (33,000 مباوند) من القطن كل ساعة.